# Juan Sebastián Cabal
Juan Sebastián Cabal (Cali, 25 april 1986) is een Colombiaans tennisser. Hij is prof sinds 2006. Cabal is voornamelijk actief in het herendubbeltennis.
Cabal heeft 20 toernooien gewonnen, allemaal in het dubbelspel. Zijn beste prestatie op een grandslamtoernooi is het winnen van het dubbelspel op Wimbledon 2019 en de US Open 2019, telkens samen met Robert Farah Maksoud.

## Palmares
| Legenda                       | Legenda               |
| ----------------------------- | --------------------- |
| Grand Slam                    |                       |
| Olympische Spelen             |                       |
| tot 2009                      | vanaf 2009            |
| Tennis Masters Cup            | ATP Finals            |
| ATP Masters Series            | ATP Tour Masters 1000 |
| ATP International Series Gold | ATP Tour 500          |
| ATP International Series      | ATP Tour 250          |

### Enkelspel
| Nr.                          | Datum          | Toernooi       | Ondergrond | Tegenstander in finale | Score       |
| ---------------------------- | -------------- | -------------- | ---------- | ---------------------- | ----------- |
| Gewonnen finales challengers |                |                |            |                        |             |
| 1.                           | 2 oktober 2011 | Aguascalientes | Gravel     | Robert Farah Maksoud   | 6-4, 7-6(3) |

### Dubbelspel
| Nr.                                      | Datum             | Toernooi               | Ondergrond    | Partner              | Tegenstanders in finale                   | Score                               | Details |
| ---------------------------------------- | ----------------- | ---------------------- | ------------- | -------------------- | ----------------------------------------- | ----------------------------------- | ------- |
| Gewonnen finales herendubbel             |                   |                        |               |                      |                                           |                                     |         |
| 1.                                       | 23 februari 2014  | ATP Rio de Janeiro (1) | Gravel        | Robert Farah Maksoud | David Marrero Marcelo Melo                | 6-4, 6-2                            | Details |
| 2.                                       | 23 augustus 2014  | ATP Winston-Salem      | Gravel        | Robert Farah Maksoud | Jamie Murray John Peers                   | 6-3, 6-4                            | Details |
| 3.                                       | 15 februari 2015  | ATP Sao Paulo          | Gravel        | Robert Farah Maksoud | Paolo Lorenzi Diego Schwartzman           | 6-4, 6-2                            | Details |
| 4.                                       | 24 mei 2015       | ATP Genève             | Gravel        | Robert Farah Maksoud | Raven Klaasen Yen-Hsun Lu                 | 7-5, 4-6, [10-7]                    | Details |
| 5.                                       | 14 februari 2016  | ATP Buenos Aires (1)   | Gravel        | Robert Farah Maksoud | Iñigo Cervantes Huegun Paolo Lorenzi      | 6-3, 6-0                            | Details |
| 6.                                       | 21 februari 2016  | ATP Rio de Janeiro (2) | Gravel        | Robert Farah Maksoud | Pablo Carreno Busta David Marrero         | 7-6(5), 6-1                         | Details |
| 7.                                       | 2 mei 2016        | ATP Nice               | Gravel        | Robert Farah Maksoud | Mate Pavić Michael Venus                  | 4-6, 6-4, [10-8]                    | Details |
| 8.                                       | 23 oktober 2016   | ATP Moskou             | Hardcourt (i) | Robert Farah Maksoud | Julian Knowle Jürgen Melzer               | 7-5, 4-6, [10-5]                    | Details |
| 9.                                       | 14 februari 2017  | ATP Buenos Aires (2)   | Gravel        | Robert Farah Maksoud | Santiago González David Marrero           | 6-1, 6-4                            | Details |
| 10.                                      | 7 mei 2017        | ATP München            | Gravel        | Robert Farah Maksoud | Jérémy Chardy Fabrice Martin              | 6-3, 6-3                            | Details |
| 11.                                      | 5 augustus 2017   | ATP Cabo San Lucas     | Hardcourt     | Treat Huey           | Sergio Galdós Roberto Maytín              | 6-2, 6-3                            | Details |
| 12.                                      | 20 mei 2018       | ATP Rome (1)           | Gravel        | Robert Farah Maksoud | Pablo Carreño Busta João Sousa            | 3-6, 6-4, [10-4]                    | Details |
| 13.                                      | 28 april 2019     | ATP Barcelona (1)      | Gravel        | Robert Farah Maksoud | Jamie Murray Bruno Soares                 | 6-4, 7-6(4)                         | Details |
| 14.                                      | 19 mei 2019       | ATP Rome (2)           | Gravel        | Robert Farah Maksoud | Raven Klaasen Michael Venus               | 6-1, 6-3                            | Details |
| 15.                                      | 28 juni 2019      | ATP Eastbourne         | Gras          | Robert Farah Maksoud | Máximo González Horacio Zeballos          | 3-6, 7-6(4), [10-6]                 | Details |
| 16.                                      | 13 juli 2019      | Wimbledon              | Gras          | Robert Farah Maksoud | Nicolas Mahut Édouard Roger-Vasselin      | 6-7(5), 7-6(5), 7-6(6), 6-7(5), 6-3 | Details |
| 17.                                      | 6 september 2019  | US Open                | Hardcourt     | Robert Farah Maksoud | Marcel Granollers Horacio Zeballos        | 6-4, 7-5                            | Details |
| 18.                                      | 20 maart 2021     | ATP Dubai              | Hardcourt     | Robert Farah Maksoud | Nikola Mektić Mate Pavić                  | 7-6(0), 7-6(4)                      | Details |
| 19.                                      | 25 april 2021     | ATP Barcelona (2)      | Gravel        | Robert Farah Maksoud | Kevin Krawietz Horia Tecău                | 6-4, 6-2                            | Details |
| 20.                                      | 31 oktober 2021   | ATP Wenen              | Hardcourt (i) | Robert Farah Maksoud | Rajeev Ram Joe Salisbury                  | 6-4, 6-2                            | Details |
| Verloren finales herendubbel             |                   |                        |               |                      |                                           |                                     |         |
| 1.                                       | 6 juli 2011       | Roland Garros          | Gravel        | Eduardo Schwank      | Maks Mirni Daniel Nestor                  | 6-7(3),6-3, 4-6                     | Details |
| 2.                                       | 18 juni 2012      | ATP Rosmalen           | Gras          | Dmitri Toersoenov    | Robert Lindstedt Horia Tecău              | 3-6, 6-7(1)                         | Details |
| 3.                                       | 25 mei 2013       | ATP Nice               | Gravel        | Robert Farah Maksoud | Johan Brunström Raven Klaasen             | 3-6, 2-6                            | Details |
| 4.                                       | 5 januari 2014    | ATP Brisbane           | Hardcourt     | Robert Farah Maksoud | Mariusz Fyrstenberg Daniel Nestor         | 7-6(4), 4-6, [7-10]                 | Details |
| 5.                                       | 5 januari 2014    | ATP Vina del Mar       | Gravel        | Robert Farah Maksoud | Oliver Marach Florin Mergea               | 3-6, 4-6                            | Details |
| 6.                                       | 2 maart 2014      | ATP Sao Paulo          | Gravel        | Robert Farah Maksoud | Guillermo García López Philipp Oswald     | 7-5, 4-6, [13-15]                   | Details |
| 7.                                       | 30 maart 2014     | ATP Miami              | Hardcourt     | Robert Farah Maksoud | Bob Bryan Mike Bryan                      | 6-7(8), 4-6                         | Details |
| 8.                                       | 20 juli 2014      | ATP Bogota             | Hardcourt     | Nicolas Barrientos   | Samuel Groth Chris Guccione               | 6-7(5), 7-6(3), [9-11]              | Details |
| 9.                                       | 26 juli 2015      | ATP Bastad             | Gravel        | Robert Farah Maksoud | Jérémy Chardy Łukasz Kubot                | 7-6(6), 3-6, [8-10]                 | Details |
| 10.                                      | 2 augustus 2015   | ATP Hamburg            | Gravel        | Robert Farah Maksoud | Jamie Murray John Peers                   | 6-2, 3-6, [8-10]                    | Details |
| 11.                                      | 11 oktober 2015   | ATP Tokio              | Hardcourt     | Robert Farah Maksoud | Raven Klaasen Marcelo Melo                | 6-7(5), 6-3, [7-10]                 | Details |
| 12.                                      | 1 mei 2016        | ATP München            | Gravel        | Robert Farah Maksoud | Henri Kontinen John Peers                 | 3-6, 6-3, [7-10]                    | Details |
| 13.                                      | 25 februari 2017  | ATP Rio de Janeiro     | Gravel        | Robert Farah Maksoud | Pablo Carreño Busta Pablo Cuevas          | 4-6, 7-5, [8-10]                    | Details |
| 14.                                      | 30 april 2017     | ATP Boedapest          | Gravel        | Robert Farah Maksoud | Brian Baker Nikola Mektić                 | 6–7(2), 4–6                         | Details |
| 15.                                      | 27 mei 2017       | ATP Genève             | Gravel        | Robert Farah Maksoud | Jean-Julien Rojer Horia Tecău             | 6-2, 6-7(9), [6-10]                 | Details |
| 16.                                      | 27 januari 2018   | Australian Open        | Hardcourt     | Robert Farah Maksoud | Oliver Marach Mate Pavić                  | 4-6, 4-6                            | Details |
| 17.                                      | 18 februari 2018  | ATP Buenos Aires       | Gravel        | Robert Farah Maksoud | Andrés Molteni Horacio Zeballos           | 3-6, 7-5, [3-10]                    | Details |
| 18.                                      | 19 augustus 2018  | ATP Cincinnati         | Hardcourt     | Robert Farah Maksoud | Jamie Murray Bruno Soares                 | 6-4, 3-6, [6-10]                    | Details |
| 19.                                      | 12 januari 2019   | ATP Sydney             | Hardcourt     | Robert Farah Maksoud | Jamie Murray Bruno Soares                 | 4-6, 3-6                            | Details |
| 20.                                      | 18 augustus 2019  | ATP Cincinnati         | Hardcourt     | Robert Farah Maksoud | Ivan Dodig Filip Polášek                  | 6-4, 4-6, [6-10]                    | Details |
| 21.                                      | 29 februari 2020  | ATP Acapulco           | Gravel        | Robert Farah Maksoud | Łukasz Kubot Marcelo Melo                 | 6-7(6), 7-6(4), [9-11]              | Details |
| 22.                                      | 17 oktober 2020   | ATP Cagliari           | Gravel        | Robert Farah Maksoud | Marcus Daniell Philipp Oswald             | 3-6, 4-6                            | Details |
| 23.                                      | 7 februari 2021   | ATP Melbourne 1        | Hardcourt     | Robert Farah Maksoud | Jamie Murray Bruno Soares                 | 3-6, 6-7(7)                         | Details |
| 24.                                      | 17 april 2022     | ATP Monte Carlo        | Gravel        | Robert Farah Maksoud | Rajeev Ram Mike Bryan                     | 4–6, 6–3, [7–10]                    | Details |
| 25.                                      | 8 mei 2022        | ATP Madrid             | Gravel        | Robert Farah Maksoud | Wesley Koolhof Neal Skupski               | 7–6(4), 4–6, [5–10]                 | Details |
| 26.                                      | 26 februari 2023  | ATP Rio de Janeiro     | Gravel        | Marcelo Melo         | Máximo González Andrés Molteni            | 1–6, 6–7(3)                         | Details |
| Gewonnen finales challengers herendubbel |                   |                        |               |                      |                                           |                                     |         |
| 1.                                       | 21 september 2008 | Cali                   | Gravel        | Alejandro Falla      | Brian Dabul Horacio Zeballos              | 7-6(6), 6-3                         |         |
| 2.                                       | 28 september 2008 | Bogota                 | Gravel        | Alejandro Falla      | Alejandro Fabbri Horacio Zeballos         | 3-6, 7-6(7), 10-8                   |         |
| 3.                                       | 16 november 2008  | Medellin               | Gravel        | Alejandro Falla      | Víctor Estrella Burgos Juan-Pablo Amando  | 3-4                                 |         |
| 4.                                       | 18 juli 2010      | Bogota                 | Gravel        | Robert Farah Maksoud | Víctor Estrella Burgos Alejandro Gonzalez | 7-6(4), 6-4                         |         |
| 5.                                       | 7 november 2010   | Medellin               | Gravel        | Robert Farah Maksoud | Franco Ferreiro André Sá                  | 6-3, 7-5                            |         |
| 6.                                       | 14 november 2010  | Guayaquil              | Gravel        | Robert Farah Maksoud | Franco Ferreiro André Sá                  | 7-5, 7-6(3)                         |         |
| 7.                                       | 30 januari 2011   | Buracamanga            | Gravel        | Robert Farah Maksoud | Pablo Galdon Andres Molteni               | 6-1, 6-2                            |         |
| 8.                                       | 20 maart 2011     | San Jose               | Hardcourt     | Robert Farah Maksoud | Luis Diaz-Barriga Santiago González       | 6-3, 6-3                            |         |
| 9.                                       | 8 mei 2011        | Rome                   | Gravel        | Robert Farah Maksoud | Santiago González Travis Rettenmaler      | 2-6, 6-3, 11-9                      |         |
| 10.                                      | 7 augustus 2011   | Campos do Jordao       | Hardcourt     | Robert Farah Maksoud | Ricardo Hocevar Julio Silva               | 6-2, 6-3                            |         |
| 11.                                      | 14 augustus 2011  | Binghamton             | Hardcourt     | Robert Farah Maksoud | Treat Huey Frederik Nielsen               | 6-4, 6-3                            |         |
| 12.                                      | 25 september 2011 | Cali                   | Gravel        | Robert Farah Maksoud | Facundo Bagnis Eduardo Schwank            | 7-5, 6-2                            |         |
| 13.                                      | 16 september 2012 | Cali                   | Gravel        | Robert Farah Maksoud | Marcelo Demoliner João Souza              | 6-3, 7-6(4)                         |         |
| 14.                                      | 7 oktober 2012    | Quito                  | Gravel        | Carlos Salamanca     | Marcelo Demoliner João Souza              | 7-6(7), 7-6(4)                      |         |
| 15.                                      | 22 september 2013 | Kaohsiung              | Hardcourt     | Robert Farah Maksoud | Yuki Bhambri Chieh-Fu Wang                | 6-4, 6-2                            |         |
| 16.                                      | 10 oktober 2013   | Bogota                 | Gravel        | Alejandro Gonzalez   | Nicolas Barrientos Eduardo Struvay        | 6-3, 6-2                            |         |
| 17.                                      | 26 januari 2014   | Bucaramanga            | Gravel        | Robert Farah Maksoud | Kevin King Juan Carlos-Spir               | 7-6(3), 6-3                         |         |

## Resultaten grote toernooien
| Legenda | Legenda                          |
| ------- | -------------------------------- |
| g.t.    | geen toernooi gehouden           |
| l.c.    | lagere categorie                 |
| –       | niet deelgenomen                 |
| G       | uitgeschakeld in de groepsfase   |
| 1R      | uitgeschakeld in de eerste ronde |
| 2R      | uitgeschakeld in de tweede ronde |
| 3R      | uitgeschakeld in de derde ronde  |
| 4R      | uitgeschakeld in de vierde ronde |
| KF      | uitgeschakeld in de kwartfinale  |
| HF      | uitgeschakeld in de halve finale |
| F       | de finale verloren               |
| W       | het toernooi gewonnen            |
| w-v     | winst/verlies-balans             |

### Enkelspel
Cabal speelde tot en met 2023 niet in het enkelspel op een grandslamtoernooi.

### Dubbelspel
| Grandslamtoernooien |      |    |      |      |      |    |      |      |      |      |      |      |      |
| Australian Open     | –    | 2R | KF   | 1R   | 2R   | 3R | 3R   | F    | 1R   | 2R   | 2R   | 2R   | 3R   |
| Roland Garros       | F    | 3R | 3R   | 1R   | 1R   | 1R | HF   | KF   | HF   | HF   | HF   | 1R   | 2R   |
| Wimbledon           | 3R   | 1R | 3R   | 3R   | 2R   | 2R | 2R   | 3R   | W    | g.t. | KF   | HF   |      |
| US Open             | 2R   | 1R | 1R   | 2R   | 2R   | 1R | 3R   | HF   | W    | 2R   | 1R   | HF   |      |
| ATP Finals          |      |    |      |      |      |    |      |      |      |      |      |      |      |
| ATP Finals          | –    | –  | –    | –    | –    | –  | –    | HF   | HF   | –    | G    | –    |      |
| ATP Masters 1000    |      |    |      |      |      |    |      |      |      |      |      |      |      |
| Indian Wells        | –    | 1R | 2R   | –    | 2R   | 1R | –    | 1R   | KF   | g.t. | 1R   | 2R   | 1R   |
| Miami               | –    | KF | 1R   | F    | 2R   | –  | 1R   | KF   | 2R   | g.t. | 2R   | 1R   | 2R   |
| Monte Carlo         | –    | 2R | –    | 2R   | 1R   | HF | –    | KF   | 2R   | g.t. | HF   | F    | 2R   |
| Madrid              | –    | 2R | –    | HF   | KF   | 1R | 2R   | HF   | 1R   | g.t. | 2R   | F    | 1R   |
| Rome                | –    | 2R | –    | 1R   | KF   | 1R | –    | W    | W    | 2R   | 1R   | 2R   | 1R   |
| Montreal/Toronto    | –    | –  | –    | 1R   | –    | –  | 2R   | 2R   | 1R   | g.t. | KF   | 1R   |      |
| Cincinnati          | HF   | 2R | –    | 2R   | 2R   | –  | 2R   | F    | F    | 1R   | HF   | 1R   |      |
| Shanghai            | –    | –  | –    | KF   | KF   | 2R | 2R   | HF   | KF   | g.t. | g.t. | g.t. |      |
| Parijs              | –    | –  | –    | 2R   | 2R   | 1R | 2R   | 2R   | 2R   | –    | KF   | KF   |      |
| Olympische Spelen   |      |    |      |      |      |    |      |      |      |      |      |      |      |
| Olympische Spelen   | g.t. | –  | g.t. | g.t. | g.t. | 2R | g.t. | g.t. | g.t. | g.t. | KF   | g.t. | g.t. |
| Statistieken        |      |    |      |      |      |    |      |      |      |      |      |      |      |
| titels per jaar     | 0    | 0  | 0    | 2    | 2    | 4  | 3    | 1    | 5    | 0    | 3    | 0    | 0    |
| Eindejaarsranking   | 25   | 46 | 43   | 22   | 25   | 30 | 23   | 5    | 1    | 2    | 10   | 29   |      |